# Janusz Urbanowicz
Janusz Urbanowicz (ur. 1 czerwca 1966 w Olsztynie) – polski rugbysta i trener rugby. Rekordzista Polski pod względem liczby punktów zdobytych w reprezentacji, siedmiokrotny mistrz Polski i sześciokrotny najlepiej punktujący zawodnik polskiej ligi w barwach Lechii Gdańsk. Ojciec Macieja Urbanowicza, reprezentanta Polski w hokeju na lodzie.

## Kariera zawodnicza

### Kariera klubowa
Urbanowicz początkowo uprawiał piłkę nożną, którą trenował w Stoczniowcu Gdańsk. Gdy w drużyna spadła do III ligi, pogorszyła się także jej sytuacja finansowa. Była to także główna przyczyna, dla której Janusz Urbanowicz porzucił piłkę nożną. Niedługo później poznał Roberta Jumasa, bratanka trenera rugby i późniejszego selekcjonera kadry narodowej. Za jego namową w wieku 26 lat przyszedł na trening rugby w gdańskiej Lechii. Wkrótce trafił do pierwszego zespołu, w którym początkowo występował na pozycji skrzydłowego. Dzięki zdobytym podczas treningów piłkarskich umiejętnościom, został również podstawowym kopaczem drużyny. Zadebiutował w 1992 roku w meczu z Pogonią Siedlce. W trzech kolejnych sezonach (1993, 1994 i 1995) był najlepiej punktującym zawodnikiem ligi, uzyskując odpowiednio 186, 181 i 130 punktów. Osiągnięcie to powtórzył jeszcze trzykrotnie (1998, 2000, 2001), choć od sezonu 1998/1999 występował na nowej dla siebie pozycji filara.
W czasie swojej kariery zdobył 13 medali mistrzostw Polski: 7 złotych (w latach 1994, 1995, 1996, 1998, 2000, 2001, 2002), 3 srebrne (1991, 1993, 1997) oraz 3 brązowe (1999, 2004, 2008). Siedem razy sięgał również po puchar Polski – w latach 1994, 1996, 1997, 2004, 2005, 2006, 2008). W 2005 roku, podczas krótkotrwałego wypożyczenia do Arki Gdynia, zdobył z żółto-niebieskimi puchar FIRA. W 2004 roku został wybrany najlepszym polskim rugbystą według PZR.
Karierę oficjalnie zakończył w czerwcu 2008 roku, po wygranym przez Lechię meczu o Puchar Polski. Pomimo tego faktu, sporadycznie w składzie Lechii pojawiał się do roku 2010.

### Kariera reprezentacyjna
W reprezentacji Polski Urbanowicz zadebiutował 15 października 1994 roku w meczu o puchar FIRA z Belgią, po zaledwie dwóch latach trenowania tej dyscypliny sportu. W swoim pierwszym spotkaniu w drużynie narodowej zdobył 15 punktów, co było najlepszym wynikiem tego dnia. Po kończącym „reprezentacyjny” rok 2006 meczu z Chorwacją, Urbanowicz, chcąc dać szansę rozwoju młodszym zawodnikom, postanowił zakończyć karierę w drużynie narodowej. W ciągu dwunastu lat wystąpił w 39 (z rozegranych w tym czasie 60) oficjalnych meczach polskiej kadry. Zdobył w nich 205 punktów, z czego większość po skutecznych kopnięciach. Jest to najlepszy wynik w historii reprezentacji – dla porównania, w chwili zakończenia kariery przez Urbanowicza, drugi w klasyfikacji był Czesław Jagieniak, który zdobył ponad 60 punktów mniej.

## Kariera trenerska
W 2002 roku Urbanowicz został członkiem zarządu Lechii. Jeszcze w trakcie kariery zawodniczej, począwszy od 2003 roku, prowadził w Lechii treningi grup młodzieżowych (kadetów). W styczniu 2006 roku, wraz z Markiem Płonką, zastąpił Stanisława Zielińskiego na stanowisku trenera Lechii (został grającym trenerem). Biało-zieloni za półtorarocznej kadencji duetu Płonka-Urbanowicz zdobył dwa brązowe medale oraz puchar Polski. W 2009 roku zaczął trenować zespół kobiecy, Ladies Lechia Gdańsk, z którym zdobył trzy medale mistrzostw Polski (złoto w 2011 roku) oraz puchar Polski (również w roku 2011). Od 2010 do 2014 drużyna trenowana przez Urbanowicza 5 razy z rzędu zdobywała mistrzostwo w ramach Grand Prix Mistrzostw Polski Rugby Kobiet. Od 2011 roku jest też trenerem reprezentacji Pomorza kobiet. Równocześnie, z sukcesami prowadzi drużyny kadetów i juniorów gdańskiej Lechii.